# Travassós (Fafe)
Travassós es una freguesia portuguesa del concelho de Fafe, con 10,19 km² de superficie y 1.621 habitantes (2001). Su densidad de población es de 159,1 hab/km².